# Katzenmakis

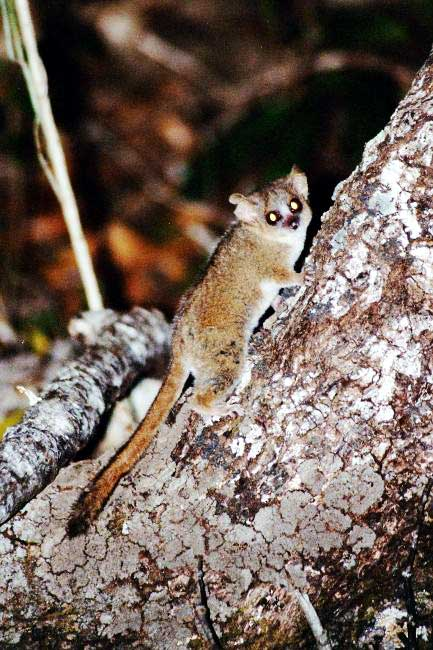
Grauer Mausmaki (Microcebus murinus)

Die Katzenmakis oder Kleinlemuren (Cheirogaleidae) sind eine Primatenfamilie aus der Gruppe der Lemuren (Lemuriformes). Es sind kleine, nachtaktive, vorwiegend baumbewohnende Tiere, die in verschiedenen Waldformen in Madagaskar leben. Die Familie umfasst zurzeit über 40 Arten in fünf Gattungen.

## Beschreibung
Katzenmakis sind relativ generalisierte, kleine Primaten. Die Kopfrumpflänge beträgt 9 bis 29 Zentimeter, der Schwanz misst 13 bis 37 Zentimeter und ihr Gewicht variiert zwischen 25 und 600 Gramm. Kleinster Vertreter – und kleinster Primat überhaupt – ist der Berthe-Mausmaki, die größten Vertreter sind die Gabelstreifen- und Fettschwanzmakis. Ihr Körperbau ist langgestreckt, der Schwanz ist länger als der Rumpf. Die Gliedmaßen sind relativ kurz, wobei die Hinterbeine etwas länger als die Vorderbeine sind. Alle Finger und Zehen tragen Nägel mit Ausnahme der bei allen Feuchtnasenaffen vorhandenen Putzkralle an der zweiten Zehe. Ihr Fell ist weich und wollig, es ist meist in Grau- oder Brauntönen gehalten und an der Unterseite heller.
Der Kopf ist rundlich, die Augen sind groß und stehen nahe beieinander, die Ohren sind groß, dünn und häufig unbehaart. Die Zahnformel lautet I2/2-C1/1-P3/3-M3/3, insgesamt haben sie also 36 Zähne. Die unteren Schneide- und Eckzähne bilden wie bei den meisten Feuchtnasenaffen einen Zahnkamm. Die oberen Schneidezähne sind im Gegensatz zu vielen anderen Lemuren relativ groß.

## Verbreitung und Lebensraum
Wie alle Lemuren kommen die Katzenmakis nur auf der Insel Madagaskar vor. Sie leben in verschiedenen Waldformen, sowohl in der Trockenwäldern der West- als auch in den Regenwäldern der Ostküste, sie fehlen allerdings im zentralen, unbewaldeten Hochland. Diese Primaten sind relativ weit verbreitet und häufig, in vielen Regionen findet man zwei oder mehr Arten sympatrisch.

## Lebensweise und Ernährung
Katzenmakis sind nachtaktive Baumbewohner. Tagsüber schlafen sie in Baumhöhlen, Blätternestern und anderen Unterschlupfen, in der Nacht gehen sie auf Nahrungssuche. Dabei bewegen sie sich meist auf allen vieren durch das Geäst, sie können aber auch weit springen, wobei der lange Schwanz zur Balance dient. Selten kommen sie auch auf den Boden.
Das Sozialverhalten ist variabel, viele Arten bilden Gruppen unterschiedlicher Zusammensetzung. Bei manchen Arten überlappt das Revier eines Männchens das mehrerer Weibchen, andere Arten leben zumindest teilweise in monogamen Familiengruppen. Die Tiere einer Gruppe verbringen häufig den Tag in einem gemeinsamen Unterschlupf schlafend, gehen aber nachts getrennt auf Nahrungssuche. Reviere werden häufig mit Drüsensekreten markiert, auch Laute dienen dazu, Artgenossen auf das eigene Streifgebiet hinzuweisen.
Um mit der Trockenzeit und dem damit verbundenen Futtermangel umzugehen, fallen einige Arten in dieser Zeit in einen täglichen oder länger andauernden Torpor (Starrezustand), bei dem die Körpertemperatur nicht auf einem stabilen Niveau gehalten wird, sondern sich der Außentemperatur anpasst. Auch die Stoffwechselrate geht deutlich zurück. Bei den Fettschwanzmakis dauern diese Ruhezustände mehrere Monate und können als Winterschlaf bezeichnet werden. Vor der Trockenzeit werden Fettreserven im Schwanz angelagert, wodurch das Gewicht einer Arten starken jahreszeitlichen Schwankungen unterzogen wird.
Katzenmakis sind Allesfresser, die sowohl Früchte, Blüten, Nektar und anderes pflanzliches Material, als auch Insekten, Spinnen und kleine Wirbeltiere zu sich nehmen. Die Zusammensetzung der Nahrung variiert jahreszeitlich, häufig spielt die fleischliche Ernährung in der Trockenzeit eine bedeutendere Rolle. Die Gabelstreifenmakis haben sich hingegen auf eine Ernährung aus Baumsäften spezialisiert.

## Fortpflanzung
Die Weibchen haben meist drei Paar Zitzen. Die Fortpflanzung ist wie bei den meisten Lemuren stark saisonal, die Paarungszeit liegt am Beginn der Regenzeit (etwa November), oft sind die Weibchen nur für einen sehr kurzen Zeitraum empfängnisbereit. Nach rund 60-tägiger Tragzeit bringen sie ein bis vier (meist zwei oder drei) Junge zur Welt. Die Jungen verbringen ihre ersten Lebenswochen im Unterschlupf der Mutter, später werden sie von ihr herumgetragen. Nach rund ein bis zwei Monaten werden die Jungtiere entwöhnt und sind gegen Ende des ersten oder im Verlauf des zweiten Lebensjahres geschlechtsreif. In menschlicher Obhut ist für manche Arten ein Alter von über 20 Jahren belegt, in freier Wildbahn ist die Lebenserwartung wohl geringer.

## Bedrohung
Zu den natürlichen Feinden der Katzenmakis gehören unter anderem Eulen, Schlangen und die Madagassischen Raubtiere. Zu den menschengemachten Bedrohungen zählen die Zerstörung ihres Lebensraums durch Brandrodungen, Abholzungen und die Holzkohleerzeugung. Generell sind sie aber weniger gefährdet als größere Lemuren, für viele der neu beschriebenen Arten sind allerdings keine Daten verfügbar.

## Systematik

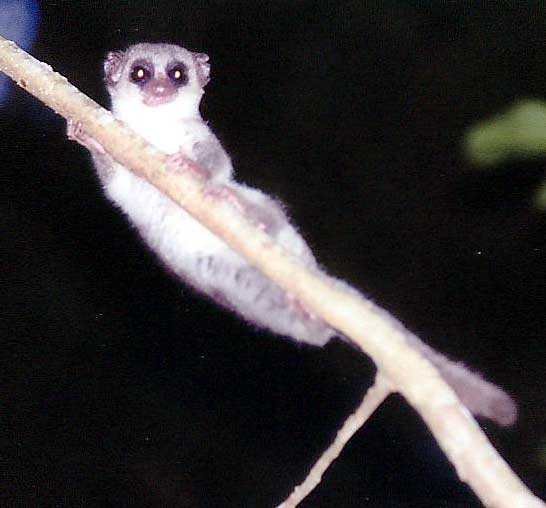
Westlicher Fettschwanzmaki (Cheirogaleus medius)

Früher wurden die Katzenmakis manchmal in die Lemuridae eingegliedert, aufgrund von Körperbau, Lebensweise und anderen Unterschieden gelten sie heute meist als eigenständige Familie. 
Mittermeier unterteilte die Familie 2008 in fünf Gattungen mit etwa 30 Arten. Dazu kommen einige weitere Arten, die seither neu beschrieben wurden.
- Gabelstreifenmakis (Phaner):
  - Nördlicher Gabelstreifenmaki (Phaner electromontis)
  - Masoala-Gabelstreifenmaki (Phaner furcifer)
  - Westlicher Gabelstreifenmaki (Phaner pallescens)
  - Sambirano-Gabelstreifenmaki (Phaner parienti)
- Fettschwanzmakis oder Eigentliche Katzenmakis (Cheirogaleus):
  - Montagne d’Ambre-Fettschwanzmaki (Cheirogaleus andysabini)
  - Rötlicher Fettschwanzmaki (Cheirogaleus crossleyi)
  - Groves-Fettschwanzmaki (Cheirogaleus grovesi)
  - Lavasoa-Fettschwanzmaki (Cheirogaleus lavasoensis)
  - Brauner oder Großer Fettschwanzmaki (Cheirogaleus major)
  - Westlicher Fettschwanzmaki (Cheirogaleus medius)
  - Kleiner Grauer Fettschwanzmaki (Cheirogaleus minusculus)
  - Ankarana-Fettschwanzmaki (Cheirogaleus shethi)
  - Rückenstreifen-Fettschwanzmaki (Cheirogaleus sibreei)
  - Thomas-Fettschwanzmaki (Cheirogaleus thomasi)
- Allocebus
  - Büschelohrmaki (Allocebus trichotis)
- Riesenmausmakis (Mirza):
  - Nördlicher Riesenmausmaki (Mirza zaza) und
  - Südlicher Riesenmausmaki (Mirza coquereli)
- Mausmakis (Microcebus):
  - Arnhold-Mausmaki (Microcebus arnholdi)
  - Berthe-Mausmaki (Microcebus berthae)
  - Bongolava-Mausmaki (Microcebus bongolavensis)
  - Nosy-Boraha-Mausmaki (Microcebus boraha)
  - Danfoss-Mausmaki (Microcebus danfossi)
  - Gerps Mausmaki (Microcebus gerpi)
  - Graubrauner Mausmaki (Microcebus griseorufus)
  - Jolly-Mausmaki (Microcebus jollyae)
  - Jonahs Mausmaki (Microcebus jonahi)
  - Goodman-Mausmaki (Microcebus lehilahytsara)
  - MacArthur-Mausmaki (Microcebus macarthurii)
  - Claire-Mausmaki (Microcebus mamiratra)
  - Microcebus manitatra
  - Margot-Marsh-Mausmaki (Microcebus margotmarshae)
  - Marohita-Mausmaki (Microcebus marohita)
  - Mittermeier-Mausmaki (Microcebus mittermeieri)
  - Grauer Mausmaki (Microcebus murinus)
  - Zwerg-Mausmaki (Microcebus myoxinus)
  - Goldbrauner Mausmaki (Microcebus ravelobensis)
  - Brauner Mausmaki (Microcebus rufus)
  - Sambirano-Mausmaki (Microcebus sambiranensis)
  - Simmons-Mausmaki (Microcebus simmonsi)
  - Anosy-Mausmaki (Microcebus tanosi)
  - Nördlicher Mausmaki (Microcebus tavaratra)

Die Gabelstreifenmakis bilden eine eigene Unterfamilie (Phanerinae), die den anderen Gattungen (Cheirogaleinae) gegenüberstehen. Die systematischen Beziehungen bis zur Gattungsebene kommen in folgendem Kladogramm zum Ausdruck:
|      | Büschelohrmakis (Allocebus)                                                        |
|      |                                                                                    |
| N.N. | \| \| Mausmakis (Microcebus) \| \| \| \| \| \| Riesenmausmakis (Mirza) \| \| \| \| |
|      | \| \| Mausmakis (Microcebus) \| \| \| \| \| \| Riesenmausmakis (Mirza) \| \| \| \| |
|      | Mausmakis (Microcebus)                                                             |
|      |                                                                                    |
|      | Riesenmausmakis (Mirza)                                                            |
|      |                                                                                    |

|  | Mausmakis (Microcebus)  |
|  |                         |
|  | Riesenmausmakis (Mirza) |
|  |                         |

|      | Büschelohrmakis (Allocebus)                                                        |
|      |                                                                                    |
| N.N. | \| \| Mausmakis (Microcebus) \| \| \| \| \| \| Riesenmausmakis (Mirza) \| \| \| \| |
|      | \| \| Mausmakis (Microcebus) \| \| \| \| \| \| Riesenmausmakis (Mirza) \| \| \| \| |
|      | Mausmakis (Microcebus)                                                             |
|      |                                                                                    |
|      | Riesenmausmakis (Mirza)                                                            |
|      |                                                                                    |

|  | Mausmakis (Microcebus)  |
|  |                         |
|  | Riesenmausmakis (Mirza) |
|  |                         |

|      | Büschelohrmakis (Allocebus)                                                        |
|      |                                                                                    |
| N.N. | \| \| Mausmakis (Microcebus) \| \| \| \| \| \| Riesenmausmakis (Mirza) \| \| \| \| |
|      | \| \| Mausmakis (Microcebus) \| \| \| \| \| \| Riesenmausmakis (Mirza) \| \| \| \| |
|      | Mausmakis (Microcebus)                                                             |
|      |                                                                                    |
|      | Riesenmausmakis (Mirza)                                                            |
|      |                                                                                    |

|  | Mausmakis (Microcebus)  |
|  |                         |
|  | Riesenmausmakis (Mirza) |
|  |                         |

|      | Büschelohrmakis (Allocebus)                                                        |
|      |                                                                                    |
| N.N. | \| \| Mausmakis (Microcebus) \| \| \| \| \| \| Riesenmausmakis (Mirza) \| \| \| \| |
|      | \| \| Mausmakis (Microcebus) \| \| \| \| \| \| Riesenmausmakis (Mirza) \| \| \| \| |
|      | Mausmakis (Microcebus)                                                             |
|      |                                                                                    |
|      | Riesenmausmakis (Mirza)                                                            |
|      |                                                                                    |

|  | Mausmakis (Microcebus)  |
|  |                         |
|  | Riesenmausmakis (Mirza) |
|  |                         |